# Oxytropis susamyrensis
Oxytropis susamyrensis är en ärtväxtart som beskrevs av Boris Fedtjenko. Oxytropis susamyrensis ingår i släktet klovedlar, och familjen ärtväxter. Inga underarter finns listade i Catalogue of Life.